# Daniela Kranz
Daniela Kranz (* 1968 in Bielefeld) ist eine deutsche Theaterregisseurin und Theatermacherin, die insbesondere für ihre innovativen Inszenierungen zeitgenössischer Dramatik und partizipative Theaterprojekte bekannt ist.

## Leben und künstlerische Karriere
Daniela Kranz studierte Regie am Mozarteum in Salzburg. Nach ihrem Abschluss war sie als Regieassistentin am Residenztheater (München) sowie an der Schaubühne Berlin tätig.
Nach ihrer Assistenzzeit begann Kranz eine erfolgreiche Laufbahn als Regisseurin. Sie arbeitete an renommierten Bühnen wie dem Burgtheater, dem Schauspielhaus (Wien), dem Düsseldorfer Schauspielhaus, dem Saarländischen Staatstheater, dem Theater Basel und den Münchner Kammerspielen. Einen Schwerpunkt ihrer Arbeit bilden Ur- und Erstaufführungen zeitgenössischer Autorinnen und Autoren, darunter Felicia Zeller, Anne Lepper und Anja Hilling. Mehrfach wurden ihre Inszenierungen zu den Mülheimer Theatertagen eingeladen.
Im Jahr 2000 gründete sie gemeinsam mit Jenke Nordalm das Regieteam Kranz/Nordalm, mit dem sie u. a. „Krankheit oder moderne Frauen“ von Elfriede Jelinek (Sophiensäle Berlin), die deutsche Erstaufführung von „junk space“ von Kathrin Röggla (Düsseldorfer Schauspielhaus) und „Unschuld“ von Dea Loher (Theater Freiburg) inszenierte. Für ihre gemeinsame Arbeit erhielten Kranz und Nordalm 2005 den Förderpreis für Regie im Rahmen des Gertrud-Eysoldt-Rings.
Zu ihren eigenen Regiearbeiten zählen u. a. „Der Tod und das Mädchen IV – Jackie“ (Vestibül Burgtheater), „Gott des Gemetzels“ (Deutsches Theater Göttingen) sowie mehrere Projekte am Schauspielhaus (Wien), darunter die Serien Die Strudlhofstiege nach Heimito von Doderer   und „Diesseits des Lustprinzips: Freud und die Folgen“.
Neben ihrer Regietätigkeit unterrichtete Daniela Kranz am Mozarteum in Salzburg und an der Zürcher Hochschule der Künste. Am Theater Basel war sie für Theaterprojekte im Stadtraum und für Bühnenprojekte mit Jugendlichen verantwortlich und brachte Oper und Schauspiel für Kinder und Jugendliche auf die Bühne.
Seit der Spielzeit 2019/2020 leitet Kranz am Residenztheater (München) das Programm „Resi für alle“. Dieses richtet sich an ein breites Publikum und entwickelt neue partizipative Theaterangebote. In der Spielzeit 2024/2025 inszeniert sie dort gemeinsam mit Ensembleschauspielerinnen und jungen Laiendarstellerinnen die deutschsprachige Erstaufführung von „Daddy“ in Zusammenarbeit mit RESI DIGITAL.

## Inszenierungen (Auswahl)
- 2007: Ich ersehne die Alpen; So entstehen die Seen (Schauspielhaus Wien)[7]
- 2007: Schöne Beine (Schauspielhaus Wien)
- 2008: Krieger im Gelee (Schauspielhaus Wien)
- 2012: Seymour oder Ich bin nur aus Versehen hier (Nationaltheater Weimar)
- 2012: Wir sind noch einmal davongekommen (Theater St. Pölten)
- 2014: Die Besessenen (Staatstheater Saarbrücken)
- 2015: Noch ein Lied vom Tod (Schauspielhaus Wien)
- 2019: Leere Herzen (Theater Bamberg)
- 2021: Niemand wartet auf Dich (Residenztheater München – via Zoom)
- 2025: Daddy (Residenztheater München)[8]
- 2025: Pippi Langstrumpf (Residenztheater München)[9]

## Auszeichnungen
- 2005: Förderpreis für Regie im Rahmen des Gertrud-Eysoldt-Rings (gemeinsam mit Jenke Nordalm)